# Escuela Nacional de Arte (Cuba)
La Escuela Nacional de Arte (ENA) es uno de los principales centros educacionales de la nación cubana y su principal escuela de enseñanza artística. Situada en un complejo de edificaciones declarado en 2010 como "Monumento Nacional". Se localiza en la zona oeste de La Habana, concretamente en el municipio de Playa.

## Historia

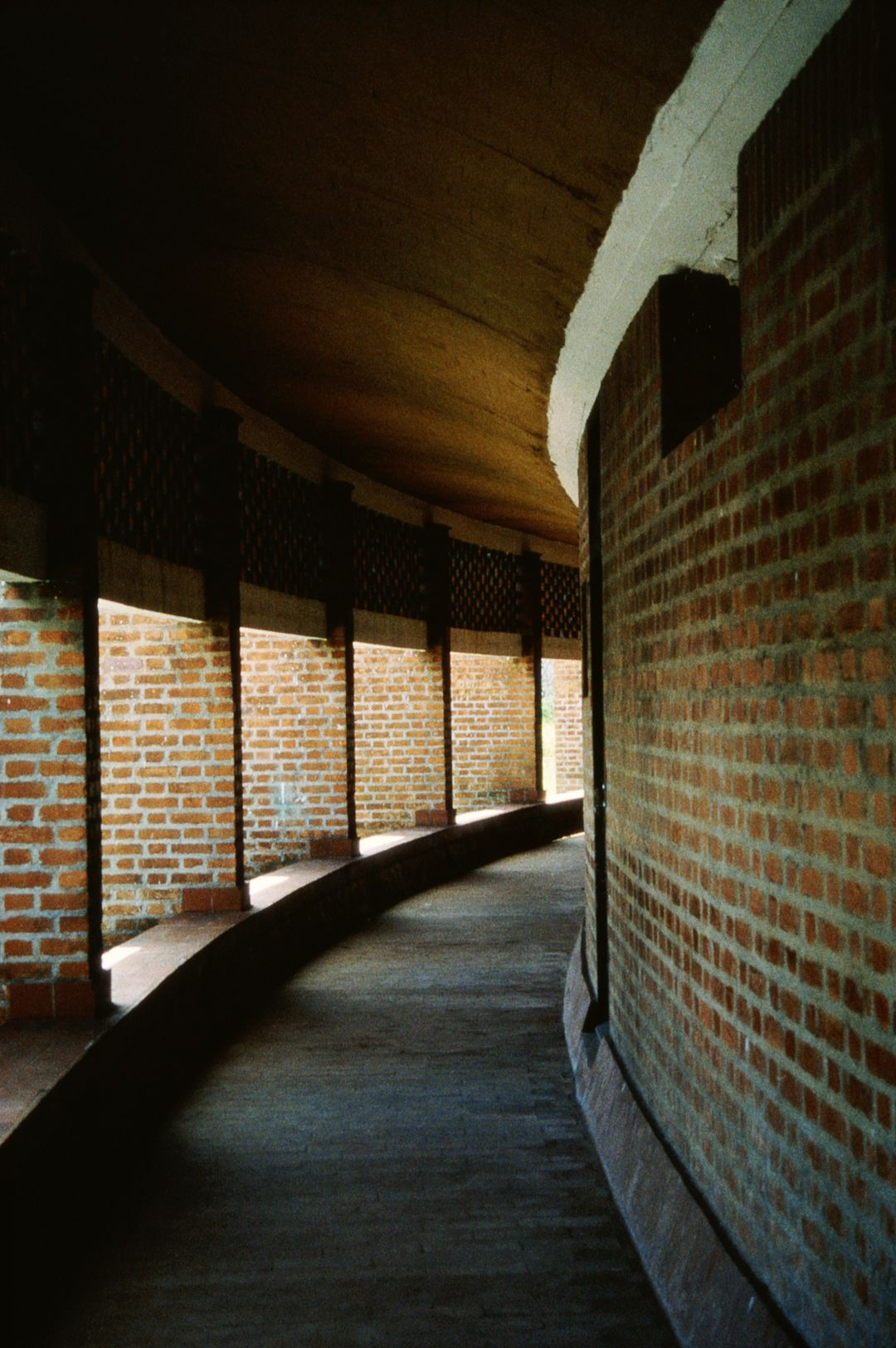
Escuela de Música, Vittorio Garatti.

Las edificaciones que integran la Escuela Nacional de Arte de Cuba son consideradas por los historiadores como uno de los mayores logros arquitectónicos de la Revolución cubana.

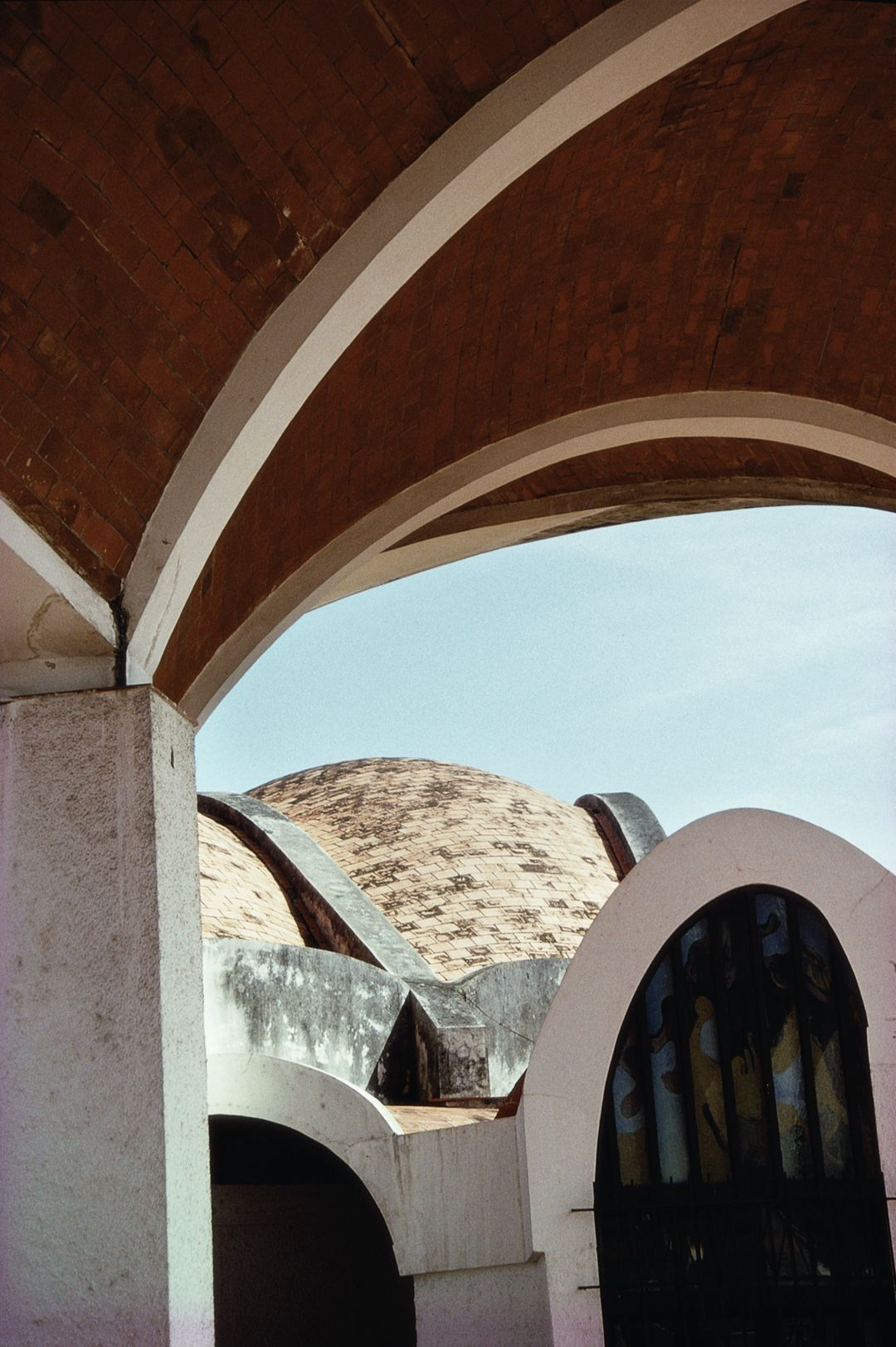
School of Modern Dance, Ricardo Porro.

Esas innovadoras y orgánicas estructuras de ladrillo y terracota, llamadas cúpulas o bóvedas tabicadas, fueron construidas en el sitio donde estuvo el Country Club, en el barrio de Cubanacán al oeste de La Habana.  Las escuelas fueron concebidas y fundadas por Fidel Castro y el Che Guevara en 1961, y reflejan el optimismo utópico, así como la exuberancia de los primeros años del proceso revolucionario.

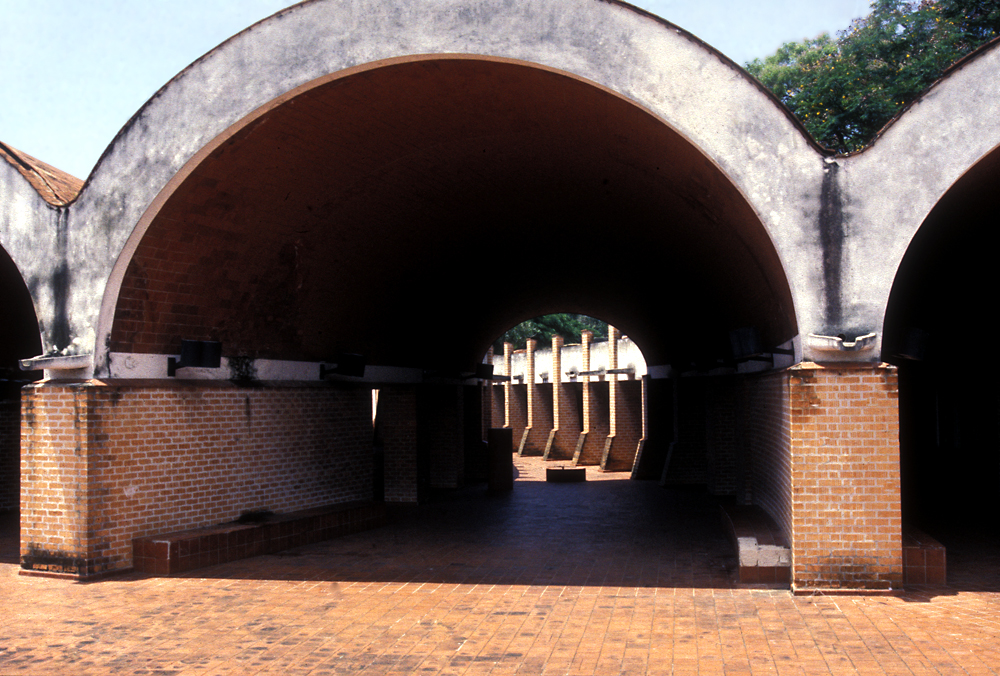
Escuela de Artes Visuales, Ricardo Porro

Durante su época de mayor actividad,  la escuela sirvió como matriz generadora de muchos de los más destacados artistas de su generación, tales como: Jorge Luis Prats, José Luis "El Tosco"  Cortés, Adalberto Delgado, Beatriz Márquez, Argelia Fragoso, Tomás Sánchez y muchos otros.
Hacia 1965, las escuelas y sus creadores (Ricardo Porro, Roberto Gottardi y Vittorio Garatti) perdieron el apoyo de la cúpula gobernante, a la vez que un estilo de arquitectura funcionalista, inspirado en la Unión Soviética, era establecido en Cuba. Adicionalmente, el diseño de las escuelas fue denunciado como incompatible con la Revolución. Esos factores dieron como resultado la casi completa interrupción de su financiamiento, y la partida hacia el extranjero de dos de sus creadores.

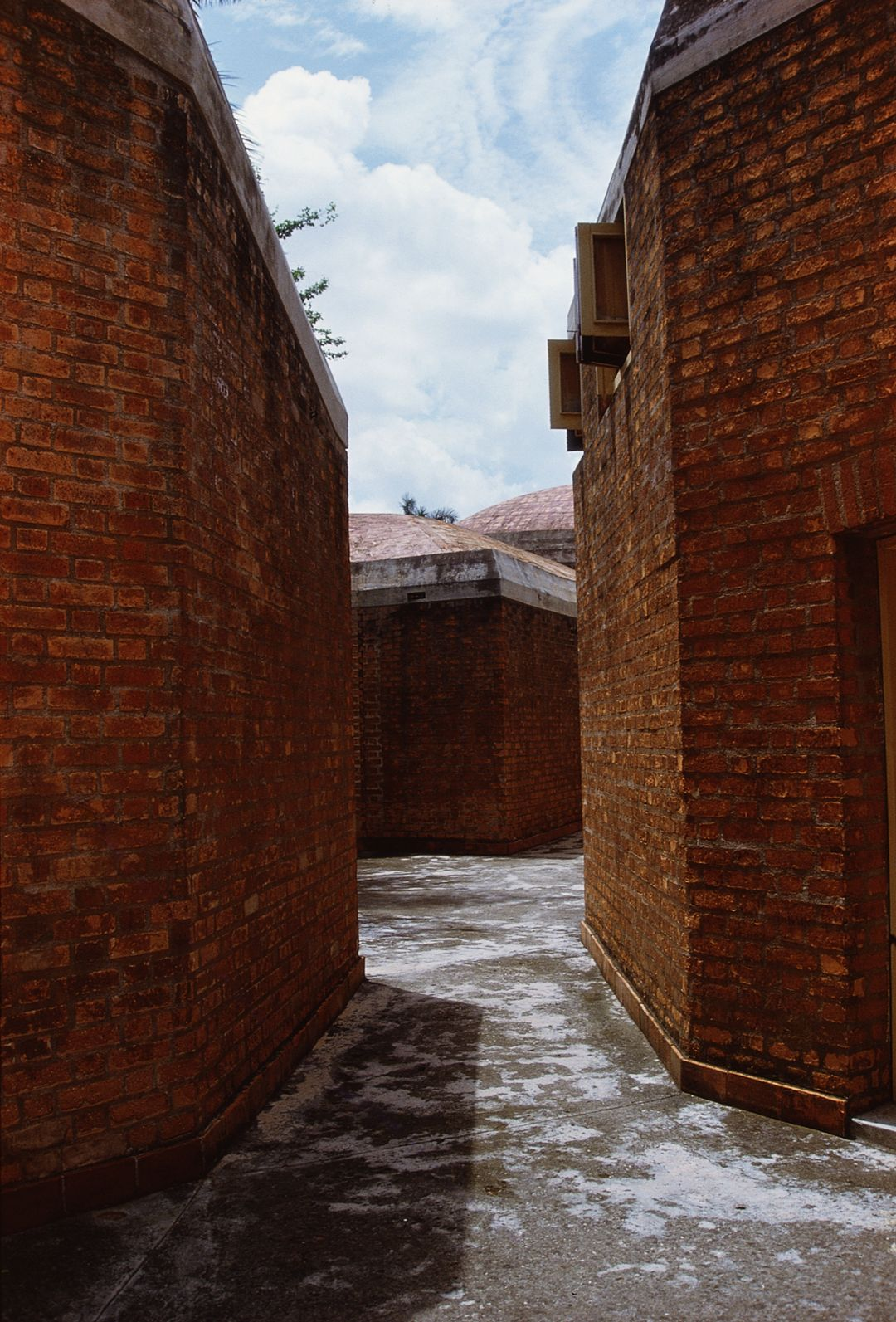
Escuela de Arte Dramático, Roberto Gottardi.

Incompletas, las estructuras de las edificaciones permanecieron en diversos estados de abandono, cubiertas e invadidas en algunas secciones por el espeso follaje, hasta que algunos esfuerzos de preservación llegaron durante la primera década del siglo XXI. El hermoso legado de las escuelas fue eventualmente redescubierto por algunas publicaciones especializadas en los años 1980, estimulando la curiosidad de algunos observadores, nacionales e internacionales, durante la década de 1990.

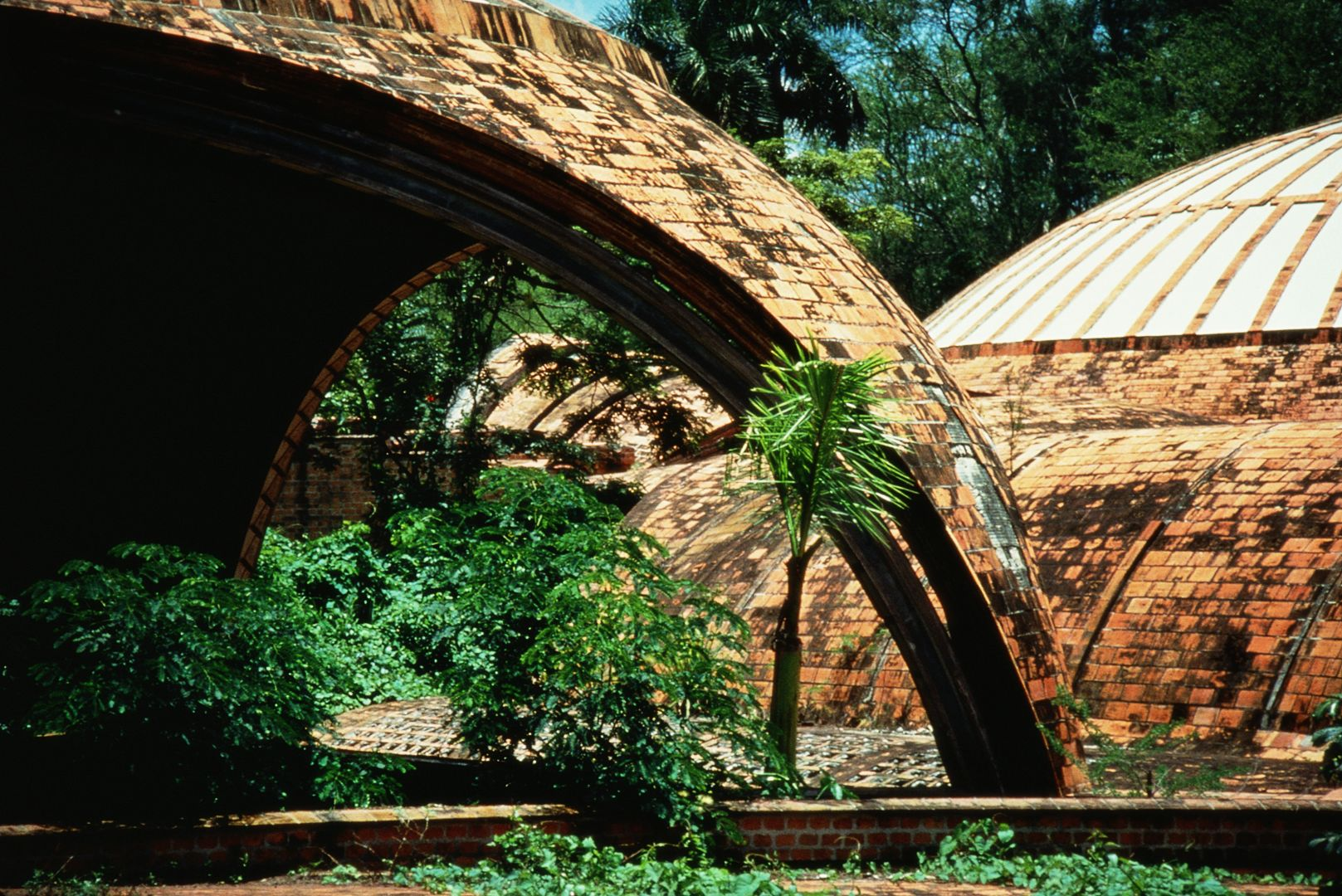
Escuela de Ballet, Vittorio Garatti

Este creciente interés alcanzó su nivel más alto con la publicación del libro "La revolución de las formas – Las Escuelas de Arte olvidadas de Cuba", por John Loomis, un arquitecto, profesor y autor residente en California. Después de la publicación de ese libro, el interés internacional por las escuelas aumentó exponencialmente, y en el año 2000, éstas fueron nominadas por la organización "World Monument Fund Watch List". En febrero de 2013, el complejo de edificaciones que integra la Escuela Nacional de Arte de La Habana fue oficialmente reconocido como "Monumento Nacional" por el gobierno cubano, y actualmente es considerado para su inclusión en el Listado de Patrimonio Mundial, de los sitios que poseen un "destacado valor universal".